# 千曲之真砂
千曲之真砂（ちくまのまさご）は江戸時代中期の郷土史家、俳人の瀬下敬忠が宝暦3年（1753年）に完稿した信濃国の地誌。
吉沢好謙の『四鄰譚藪』と似た構成の書であるが、一段と詳細に亘っている。全10巻からなり、地域の変遷や、城主の沿革などをたどることによって、信濃一国の歴史を述べたもので、当初は『信濃記』『信濃雑記』といったが、改題された。大正2年（1913年）に『信濃史料叢書』巻1に収録されて復刊された。